# Zombrus semistriatus
Zombrus semistriatus är en stekelart som först beskrevs av Brulle 1846.  Zombrus semistriatus ingår i släktet Zombrus och familjen bracksteklar. Inga underarter finns listade i Catalogue of Life.